# Тайгийский язык
Тайгийский язык — вымерший уральский язык, принадлежавший к южной группе самодийских языков. Носителями тайгийского языка была часть племён саянских самодийцев, распространённая на территории Саянского нагорья. Тайгийский, маторский и карагасский — близкие диалекты, вытесненные тюркскими языками и известные только в словарных записях XVIII — начале XIX вв.